# Vid vägkanten I
Vid vägkanten I är en novellsamling av Amanda Kerfstedt, utgiven 1880 på bokförlaget A. W. Björck. Boken var den första i en serie om två och efterföljdes av Vid vägkanten II (1883). Den var även hennes första bok att rikta sig till en vuxen publik och den första att ges ut under eget namn.

## Innehåll
| Novell           | Först publicerad i        |
| ---------------- | ------------------------- |
| I fattigstugan   | Nu 1878                   |
| En sommardag     | ?                         |
| Grefve Kasimir   | Tidskrift för hemmet 1878 |
| Tvenne barn      | ?                         |
| Onkel Göran      | Nu 1878                   |
| Ur glesnande led | Tidskrift för hemmet 1879 |
| Backstu-Kari     | Tidskrift för hemmet 1880 |